# Радженовичі (Чорногорія)
Радженовичі (чорн. Rađenovići/Рађеновићи) — село (поселення) в Чорногорії, підпорядковане общині Будва. Населення — 0 мешканців (хоча й проживає, неофіційно, кілька жителів в закинутих будинках[джерело?]).

## Населення
Динаміка чисельності населення (станом на 2003 рік):
- 1948 → 85
- 1953 → 84
- 1961 → 70
- 1971 → 32
- 1981 → 13
- 1991 → 2
- 2003 → 0